# Onychostoma laticeps
Onychostoma laticeps és una espècie de peix cipriniforme de la família dels ciprínids que es troba a la Xina i al Vietnam.